# Pilea oligantha
Pilea oligantha är en nässelväxtart som beskrevs av Takenoshin Nakai. Pilea oligantha ingår i släktet pileor, och familjen nässelväxter. Inga underarter finns listade i Catalogue of Life.